# Арсениус, Георг
Карл Георг Арсениус (швед. Karl Georg Arsenius, 8 июля 1855, Эребру, Швеция — 14 сентября 1908, Винёй, Центр — Долина Луары, Франция) — шведский художник.

## Биография и творчество
Георг Арсениус был сыном художника Йона Георга Арсениуса и его жены Шарлотты Софии Бильдт. В 1876 году Георг стал студентом Королевской академии свободных искусств. Позже он изучал живопись в Париже. Арсениус был популярен во Франции как спортивный художник, а также за свои портреты маслом и акварелью. На выставке Оппонентов (Opponenterna) в Стокгольме в 1885 году была выставлена его картина På återvägen från Longchamps (На обратном пути из Лоншана), с которой он получил медаль третьего класса на Всемирной выставке в 1889 году в Париже. Среди картин Георга есть портрет Оскара II верхом на лошади и два портрета герцогов Омальского и Шартрского, также верхом на лошади. Арсениус представлен, в частности, в Национальном музее Швеции и Гётеборгском художественном музее.